# Gloria (calefacció)
La gloria és un sistema de calefacció antic, que permet ajustar la potència calorífica del foc, regulant l'entrada d'aire en el lloc de la combustió, que es fa fora del local a escalfar, evitant el refredament per l'aire exterior. Utilitzat a Castella des de l'edat mitjana, té com a antecedent directe l'hipocaust romà. El k’ang, semblant a la glòria castellana, és un sistema de calefacció d'àmplia utilització a la Xina des de la dinastia Han.

## Descripció
Consistia en una llar de foc situada generalment a l'exterior (un pati), on es cremava un combustible, la majoria de les vegades palla, i un o uns conductes que discorrien sota el paviment dels locals a escalfar, per on es feien passar els fums calents de la combustió, sortien després a l'exterior per una xemeneia vertical.
L'efectivitat d'aquest sistema és major que la de la llar de foc perquè la combustió es pot regular taxant l'entrada d'aire a la llar (el que permet regular la potència) i a més l'aire necessari per la combustió no ha de passar pel local, refredant-se. També permet, per la seva lenta combustió, l'ús de materials combustibles menuts en substitució de la fusta 
Encara que la glòria no només és més còmoda que la llar tradicional, perquè evita el fumat del local que escalfa i l'excessiva ventilació, necessària per evacuar els fums, té per tant un rendiment més alt que les llars amb el foc obert, no és un sistema recomanable actualment (en la seva versió tradicional) pel baixos rendiments que s'obtenen comparats amb els sistemes moderns, fins i tot utilitzant el mateix combustible. Cremant la mateixa quantitat de combustible en una caldera moderna i repartint la calor mitjançant aigua per canonades, s'aconsegueixen majors rendiments.
Avui hi ha una variant moderna d'aquest sistema, que és el terra radiant. Consisteix a portar aigua calenta (a uns 50º C) per tubs situats sota del paviment, escalfant aquest que cedeix la calor a l'ambient per radiació principalment.

## Construcció
La glòria es construeix sota una habitació de la planta baixa, fent l'enrajolat de la mateixa recolzant un doble o triple tauler de matxembrat sobre envans que formen els conductes calefactors. La llar de la glòria s'estableix fora de l'habitació conduint cap al vestíbul o a un espai de pas que pot estar en el propi habitatge o fora, en una espècie de corral.